# Сока Гаккай
Общество Сока Гаккай (яп. 創価学会 — «Общество созидания ценностей») — крупнейшая японская организация светских буддистов. Характерной чертой общества является активное участие в японской политике и прозелитическая деятельность за пределами Японии. Президентом общества c 1960 по 1979 год являлся крупный лектор и автор книг по буддизму Дайсаку Икэда, ныне почётный президент. Сока Гаккай нередко причисляют к новым религиозным движениям Японии.

## История
Общество Сока Гаккай выросло из основанной в 1930 году педагогом Макигути Цунэсабуро (1871 — 1944) ассоциации преподавателей-энтузиастов «Сока Кёику Гаккай» (Созидание педагогических ценностей). Макигути утверждал, что цель образования заключается в развитии способностей человека создавать ценности в повседневной жизни. Учение буддийской школы Нитирэн стало религиозной основой образовательной философии Макигути.
Гуманистические взгляды Макигути, дорожившего учениками и защищавшего религиозные свободы, приводили его к конфликтам с властями. В 1943 году Макигути наряду с другими лидерами Сока Гаккай был арестован в качестве «идейного преступника» за оппозицию милитаристскому режиму и несогласие с государственной религиозной политикой. Макигути умер в тюрьме.
Преемником Макигути стал Тода Дзёсэй, который пережил тюрьму и был освобожден в июле 1945 года. Тода возродил организацию Сока Гакай, которая в послевоенные годы объединила не только педагогов, но и представителей многих других профессий. В 1951 году он стал вторым президентом Сока Гаккай.
В 1960 году третьим президентом Сока Гаккай стал Дайсаку Икэда. Под его руководством организация стала активно развиваться не только в Японии, но и за её пределами. В 1975 году была основана международная организация «Сока Гаккай Интернэшнл» (SGI), которая распространилась в более чем 192 странах и территориях всего мира.
В 1964 году члены общества создали политическую партию «Комэйто» («партия чистой политики»), которая придерживается центристской политической линии и выступает за следование этическим нормам в политической деятельности; основные принципы партии — чистота, благосостояние и мир. Она была представлена в парламенте страны, находилась в оппозиции к правящей Либерально-демократической партии Японии (ЛДП).
В 1994 году партия самораспустилась.
В 1998 году была создана «Новая Комэйто», которая вошла в правительственную коалицию с ЛДП.
В 1990-х годах общество вступило в конфликт с Нитирэн-сёсю, традиционной буддийской школой, включавшей обязательную монашескую иерархию и эксклюзивно проводившей священнослужения для членов Сока Гаккай. Ранее рассматривавшееся как движение мирян при Нитирэн-сёсю, Сока Гаккай постепенно потеряло связи с этой организацией, а его члены были отлучены от Нитирэн-сёсю.

## Вероубеждение
Объектом поклонения общества Сока Гаккай является мандала, находящаяся в храме Тайсэкидзи — главном храме буддийской школы Нитирэн. Последователи Сока Гаккай считают, что она принадлежала самому Нитирэну, а потому приписывают ей чудодейственные свойства, способные помочь достигнуть просветления. У всех адептов Сока Гоккай присутствует копия данной мандалы, которая даже в таком виде считается священной.

## Распространение
Организации Сока Гаккай охватывают всю Японию. Основная масса членов концентрируется в крупных городских центрах.
Численность, по разным оценкам, от 4 до 18 млн человек. 
Зарубежные филиалы имеются в 115 странах мира, наиболее крупные — в США, Юго-Восточной Азии и Латинской Америке.